# Michael von Faulhaber
Michael von Faulhaber (ur. 5 marca 1869 w Heidenfeld (obecnie część gminy Röthlein), zm. 12 czerwca 1952 w Monachium) – niemiecki duchowny katolicki, arcybiskup Monachium i Fryzyngi, kardynał.

## Życiorys

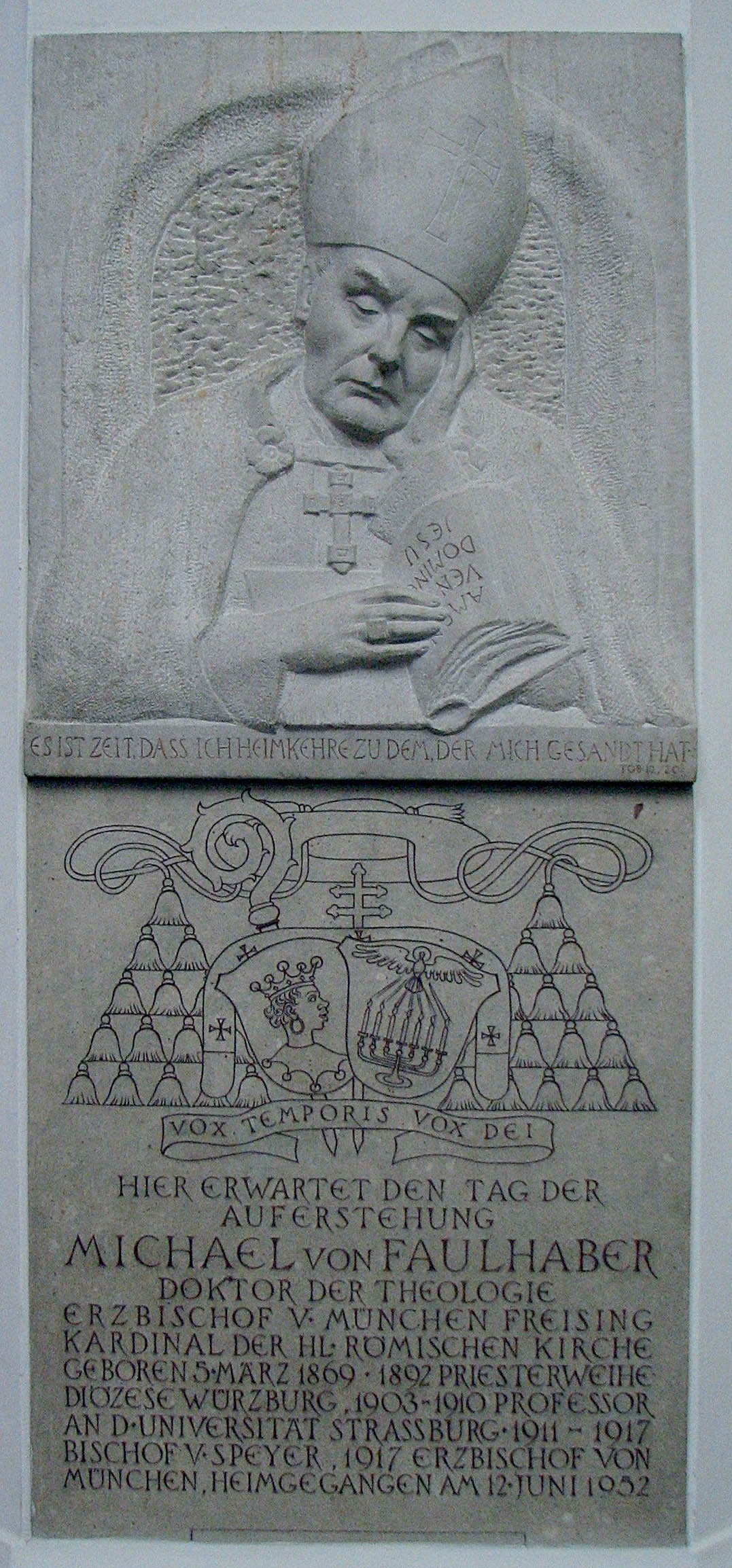
Tablica w katedrze monachijskiej

Studiował w seminariach w Schweinfurcie i Würzburgu oraz na uniwersytecie w Würzburgu. Święcenia kapłańskie przyjął 1 sierpnia 1892 w Würzburgu. Pracował jako duszpasterz w rodzinnej diecezji Würzburg, wykładał w miejscowym seminarium oraz na uniwersytecie w Strasburgu.
7 stycznia 1911 został mianowany biskupem Spiry, przyjął sakrę biskupią 19 lutego 1911 z rąk arcybiskupa Monachium, kardynała Franziskusa von Bettingera. Po śmierci kardynała von Bettingera został przeniesiony na stolicę arcybiskupią Monachium i Fryzyngi 24 lipca 1917. Otrzymał tytuł asystenta Tronu Papieskiego (17 stycznia 1920).
7 marca 1921 papież Benedykt XV wyniósł go do godności kardynalskiej, nadając tytuł prezbitera S. Anastasiae. Kardynał von Faulhaber brał udział w konklawe w 1922 i 1939, w lipcu 1930 pełnił funkcję legata papieskiego na Kongres Eucharystyczny w Spirze. W 1924 zabronił kandydowania do Reichstagu z list DNVP ks. dr Philippowi Haeuserowi (1876-1960), prezentującemu postawy antysemickie i pronazistowskie.
Z aprobatą przyjął ratyfikację konkordatu Stolicy Apostolskiej z III Rzeszą w 1933. Umowa dawała szansę na prawną ochronę instytucji katolickich, które coraz częściej doznawały szykan ze strony nowych władz. Napisał wtedy do Hitlera: „To do czego stary parlament i partie nie zdołały doprowadzić przez 60 lat, pańska godna męża stanu dalekowzroczność pomogła osiągnąć w sześć miesięcy. (...) Niech Bóg zachowa Kanclerza Rzeszy dla naszego narodu”. Te słowa należy jednak rozumieć jako pragmatyczne obłaskawianie bestii, w ogólnym kontekście tego, jak zwracano się do führera, który nie dopuszczał żadnych głosów sprzeciwu, uwielbiał zaś pochwały.
Był głównym autorem wydanej w 1937 encykliki Piusa XI Mit brennender Sorge, która ogólnie potępiała nacjonalizm.
29 czerwca 1951 wyświęcił na kapłanów braci Georga i Josepha Ratzingerów, z których drugi został wybrany w 2005 papieżem i przybrał imię: „Benedykt XVI”.
W chwili śmierci był ostatnim żyjącym kardynałem z nominacji Benedykta XV. Został pochowany w katedrze metropolitalnej w Monachium.